# لكووات (البعيزات أولاد سليمان)
لكووات هو دُوَّار يقع بجماعة تفتاشت، إقليم الصويرة، جهة مراكش آسفي في المملكة المغربية. ينتمي الدوّار لمشيخة البعيزات أولاد سليمان التي تضم 8 دواوير. يقدر عدد سكانه بـ 522 نسمة حسب الإحصاء الرسمي للسكان والسكنى لسنة 2004.

## روابط خارجية
- البوابة الوطنية للجماعات الترابية نسخة محفوظة 12 مارس 2018 على موقع واي باك مشين.
- المندوبية السامية للتخطيط